# Jean-François Baudoz
 (janvier 2025).
Jean-François Baudoz, né le 12 juin 1951 à Pontarlier, est un exégète français, spécialiste du Nouveau Testament. Il est également prêtre catholique du diocèse de Besançon. 

## Exercice pastoral
Depuis 2020 il est curé de la paroisse de Montbenoît-Gilley dans le Doubs.

## Diplômes
- Docteur en théologie
- Diplômé d’études bibliques supérieures
- Élève titulaire de l’École biblique et archéologique française de Jérusalem
- Licencié en philosophie

## Enseignement
Jean-François Baudoz est professeur à l'Institut catholique de Paris comme spécialiste du Nouveau Testament. Il fut doyen de la Faculté de théologie de Paris (Theologicum) de 1997 à 2000.

## Ouvrages
- Les miettes de la table. Étude synoptique et socio-religieuse de Mt 15, 21-28 et de Mc 7, 24-30 (Études Bibliques. Nouvelle série no 27), Paris, Gabalda, 1995 (451 p.)[2].
- J.F. Baudoz et M. Fédou (éd.), Vingt ans de publications françaises sur Jésus (coll. Jésus et Jésus Christ 75), Paris, Desclée, 1998.
- Lire les Évangiles en synopse. Cinq exercices de lecture (Cahiers Évangile 103), Paris, Cerf, 1998.
- Lectura sinóptica de los evangelios : cinco ejercicios de lectura / Jean-François Baudoz ; traducción, Pedro Barrado y Mª Pilar Salas. - Estella : Verbo Divino, 2000 ; (Cuadernos Bíblicos ; 103).
- Avec le Christ. L’Évangile à l’école de saint Benoît, Paris, Desclée de Brouwer, 2002.
- With Christ. The Gospel under the Guidance of Saint Benedict, Collegeville, Minnesota, Liturgical Press, 2005.
- Des étrangères (coll. évangile, paroles de vie), Paris, éd. ACGF, 2005.
- « Prendre sa croix ». Jésus et ses disciples dans l’évangile de Marc (Lire la Bible 154), Paris, Cerf, 2009[3].
- Quel est le Dieu de Jésus ? Sept méditations évangéliques. Salvator, 2018[4].